# Tokár Béla
Tokár Béla (Sátoraljaújhely, 1957. október 6. –) labdarúgó, középpályás.

## Pályafutása
A Diósgyőri VTK csapatának labdarúgója volt.
Az 1977–78-as kupagyőztesek Európa-kupájában egy mérkőzésen szerepelt. Az első fordulóban a török Besiktas volt az ellenfél, aki Isztambulban 2–0-s előnyt szerzett. A visszavágón a DVTK 5–0-ra győzött. A második fordulóban a jugoszláv Hajduk Split ellen csak tizenegyesekkel maradtak alul és estek ki.
Az 1978–79-es bajnoki idényben 11 mérkőzésen szerepelt, egy gólt szerzett és bronzérmet nyert a csapattal.
Az 1981–82-es idényben az élvonalban szereplő Ózdi Kohász labdarúgója volt, ahol 32 mérkőzésen két gólt szerzett.

## Sikerei, díjai
- Magyar bajnokság
  - 3.: 1978–79